# Santos Cabrera
Santos Cabrera (Pasaquina, El Salvador, 1 de noviembre de 1976) es un exfutbolista salvadoreño que jugaba en la posición de centrocampista.

## Carrera

### Club
| Periodo   | Club                |
| --------- | ------------------- |
| 1994      | CD Pasaquina        |
| 1995-1998 | CD Municipal Limeño |
| 1999-2005 | CD Luis Ángel Firpo |

### Selección nacional
A nivel de selecciones menores jugó para la selección sub-20 en 1994. Jugó para El Salvador en 28 ocasiones de 1999 a 2004 y anotó dos goles;

## Tras el retiro
En el torneo Apertura 2004 con el Firpo, Cabrera jugó con una fractura en la mano y de menisco. Luego de terminar la temporada tuvo dos cirugías. En 2005 Cabrera se mudó con su familia a Estados Unidos donde trabajó como vendedor de automóviles. En 2006 se mudó a Houston, Texas donde tomó el curso de entrenador para algún día regresar a El Salvador.

## Logros

### Club
- Primera División de El Salvador (2): Apertura 1999, Clausura 2000
- Tercera División de El Salvador (1): 2001-02
- Copa El Salvador (1): 2000

### Individual
- Equipo Ideal de la Copa de Oro de la Concacaf 2002.